# Anoplognathus rhinastus
Anoplognathus rhinastus är en skalbaggsart som beskrevs av Blanchard 1851. Anoplognathus rhinastus ingår i släktet Anoplognathus och familjen Rutelidae. Inga underarter finns listade i Catalogue of Life.